# إبيروس نوفا

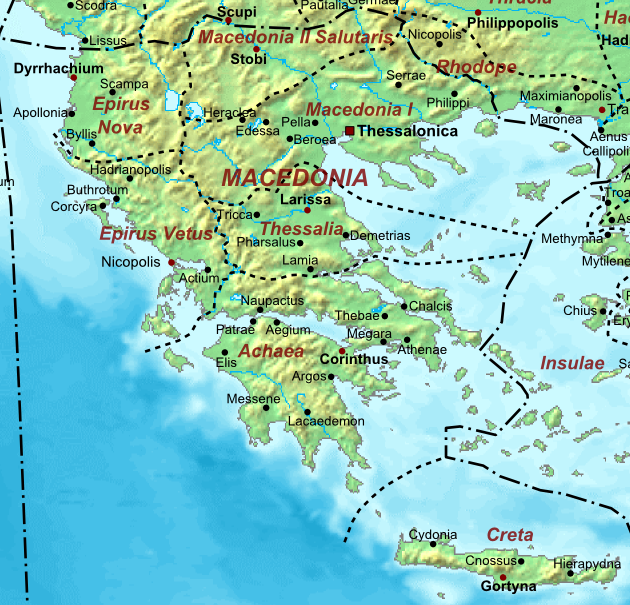

إبيروس نوفا (Epirus nova) أي إبيروس الجديدة معروفة أيضا باسم ليريا الإغريقية  كانت مقاطعة من مقاطعات الإمبراطورية الرومانية أسست من قبل القيصر ديوكليتيان في أواخر القرن الثالث الميلادي أثناء إعادته لهيكلة الحدود الإقليمية. تم تشكيل المقاطعة بدمج عدة مناطق وأراض في جنوب ليريكوم في شبه الجزيرة البلقانية على طول الشاطئ الشرقي للبحر الأدرياتيكي ابتداء من ليسوس (ليتسا الألبانية حاليا) شمالا وحتى أولونا (فلورا الألبانية حاليا) جنوبا وتم تأسيس عاصمة لها سميت بالاسم ديراخيوم (إبيدامنوس أيضا).